# Jericó (ort i Colombia, Antioquia, lat 5,79, long -75,79)
Jericó är en ort i Colombia.   Den ligger i departementet Antioquía, i den centrala delen av landet, 230 km nordväst om huvudstaden Bogotá. Jericó ligger 1 987 meter över havet och antalet invånare är 7 750.
Terrängen runt Jericó är kuperad åt sydväst, men åt nordost är den bergig. Runt Jericó är det ganska tätbefolkat, med 86 invånare per kvadratkilometer. Närmaste större samhälle är Los Andes, 18,2 km sydväst om Jericó. I omgivningarna runt Jericó växer i huvudsak städsegrön lövskog.